# Iglesia de San Miguel Arcángel (Vitoria)
La iglesia de San Miguel Arcángel es un templo gótico-renacentista construido mayormente en el siglo XIV, emplazado en el lado sur del Casco Viejo de la ciudad de Vitoria, (Álava, País Vasco, España).
Bien de Interés Cultural (BIC), es monumento histórico-artístico nacional desde 1995.

## Historia
Fue levantada a finales del siglo XIV en la ladera meridional de la colina de la primitiva Vitoria, fuera de sus muros y de la puerta de San Bartolomé. Ocupa seguramente el mismo lugar de la iglesia juradera dedicada también a San Miguel, que cita y sitúa a las puertas de la villa el documento del fuero fundacional concedido por el rey navarro Sancho VI el Sabio en 1181. La iglesia se asoma a la calle Mateo Moraza y domina las plazas de la Virgen Blanca y del General Loma, centros vitales de la ciudad, y su factura gótica contrasta con el conjunto de construcciones neoclásicas que discurren a sus pies.

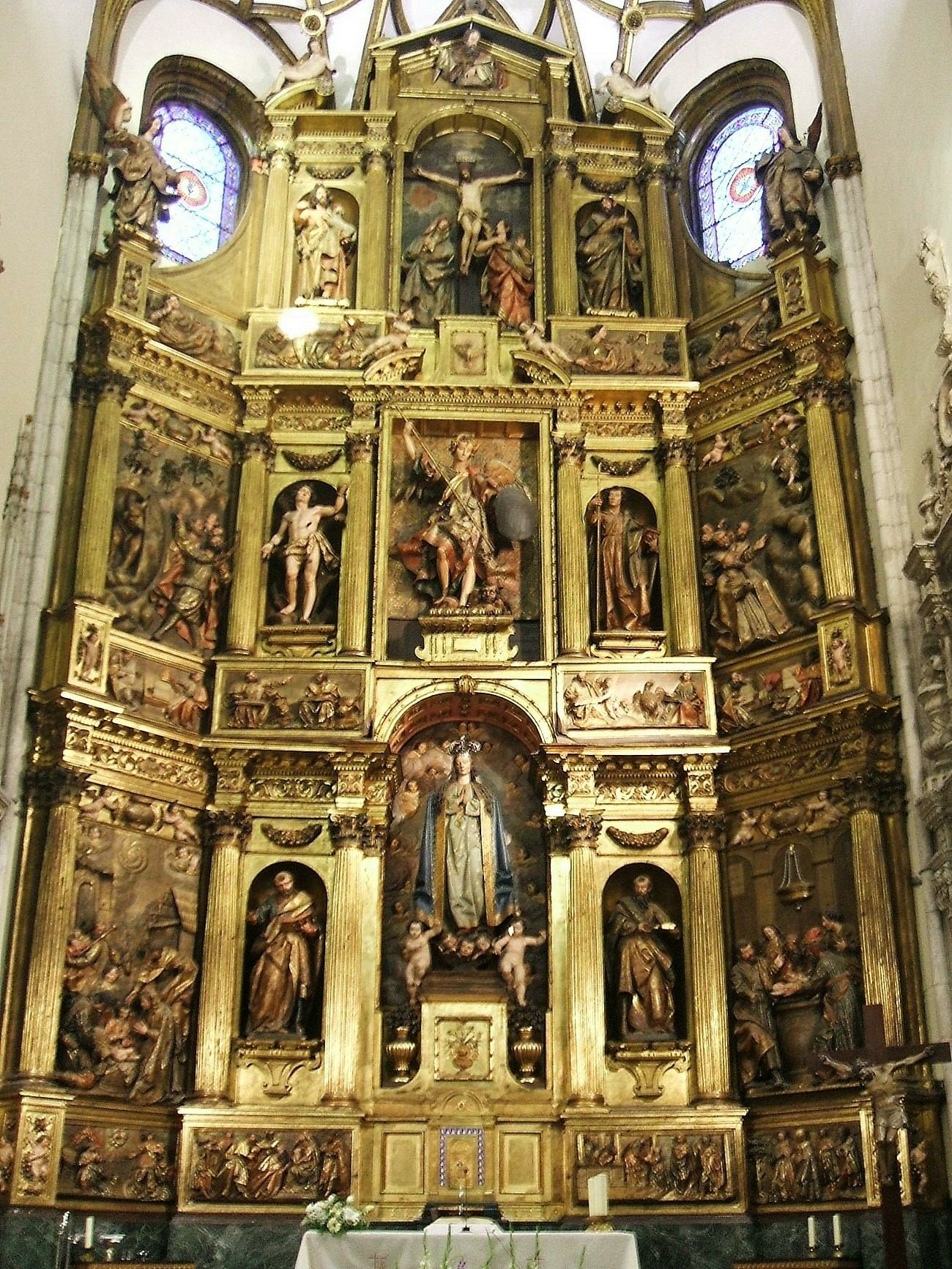
Retablo mayor.

## Descripción
Se trata de un templo de planta rectangular con tres naves desiguales de cuatro tramos, cabecera ochavada y dos capillas absidales laterales. En el muro izquierdo se abren tres capillas y un local de dos plantas. En el muro derecho se abren cuatro capillas, la puerta principal con su pórtico y la sacristía. Las bóvedas son de crucería compleja, en particular la que cubre la Capilla Mayor, con nervaduras y claves pintadas en oro, al igual que las ojivas de los arcos perpiaños, y plementerías enjalbegadas, como los lienzos de pared que separan las naves, sobre los arcos formeros.
En el hastial, casi tapado por viviendas adosadas y junto a la torre, se observa otro acceso al templo, hoy fuera de uso, la llamada Puerta del Solar, a la que se accede por una estrecha escalinata desde la calle Correría. En el exterior del ábside semihexagonal, orientado al Palacio de Villa Suso y a la plaza del Machete, puede verse aún el nicho enrejado que guardaba el machete sobre el cual juraba el síndico, ante el pueblo, velar por los intereses de la Ciudad.

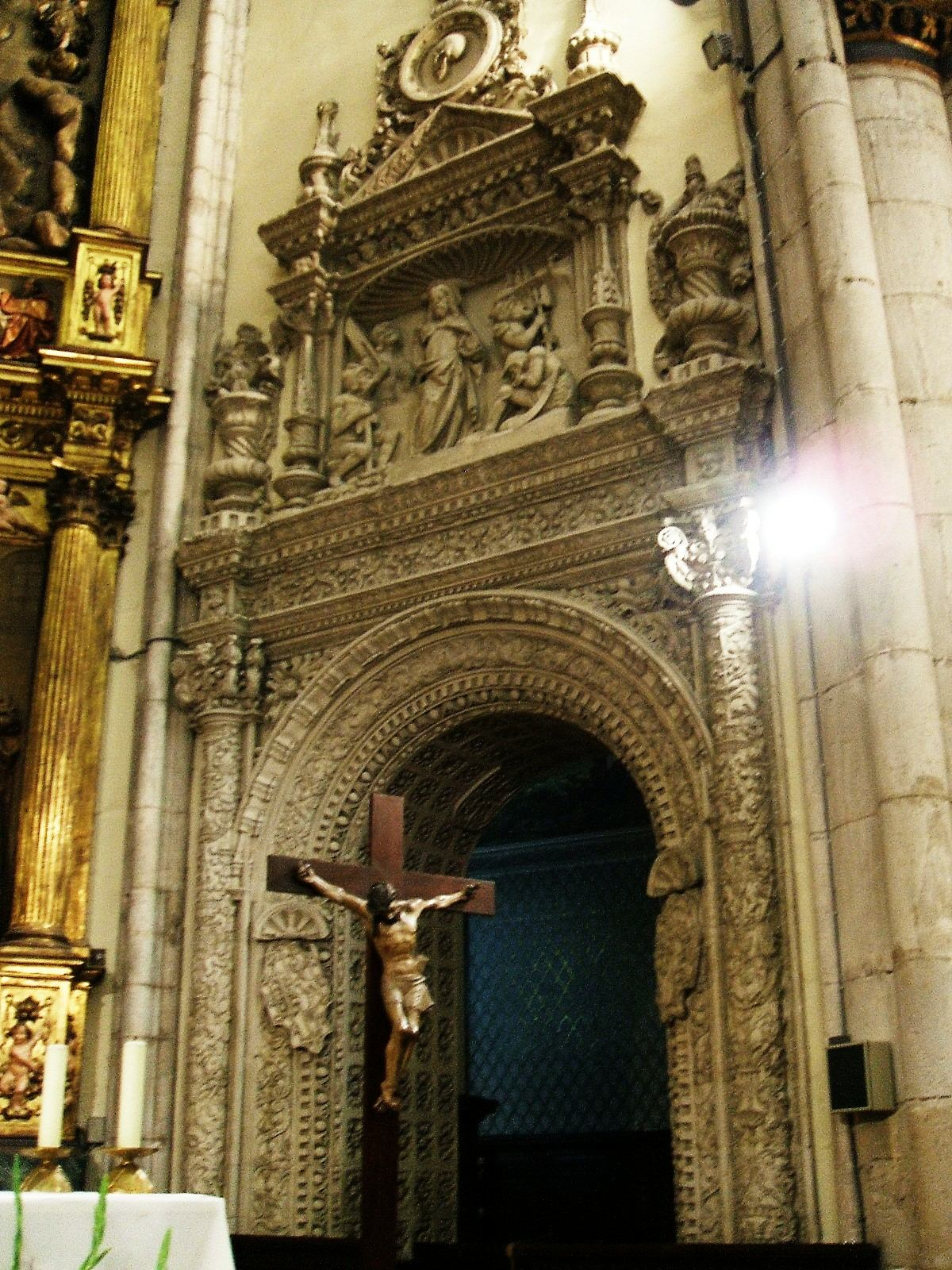
Sepulcro presbiteral de los Arriaga.

Diversas épocas constructivas componen la fábrica de San Miguel. De la parte más antigua, gótica de finales del siglo XIV a principios del XV, se conservan los apoyos del primer tramo y la portada principal parcialmente mutilada, cuya parte mejor conservada es el tímpano dispuesto en tres fajas, las dos inferiores centradas en escenas tradicionales de San Miguel y la superior mostrando la manifestación gloriosa del Padre dando al mundo a Cristo Redentor, flanqueado por la Virgen María y San Juan orantes. Avanzado el siglo XV y dentro del llamado gótico vasco se levantaron las columnas redondas con capitel en collarino, las bóvedas y la citada Puerta del Solar.
Platerescos, de principios del XVI, son el coro, el pórtico y un arco sepulcral en la Capilla Mayor, con el mausoleo de la familia Arriaga. De mediados del XVI es la propia Capilla Mayor. A finales de esta centuria se construyó la torre, una estructura prismática que remata un chapitel con linterna hexagonal ya barroco, del siglo XVIII, obra de Valerio de Ascorbe y muy parecido al de la cercana iglesia de San Pedro Apóstol, levantado por el mismo artista. 

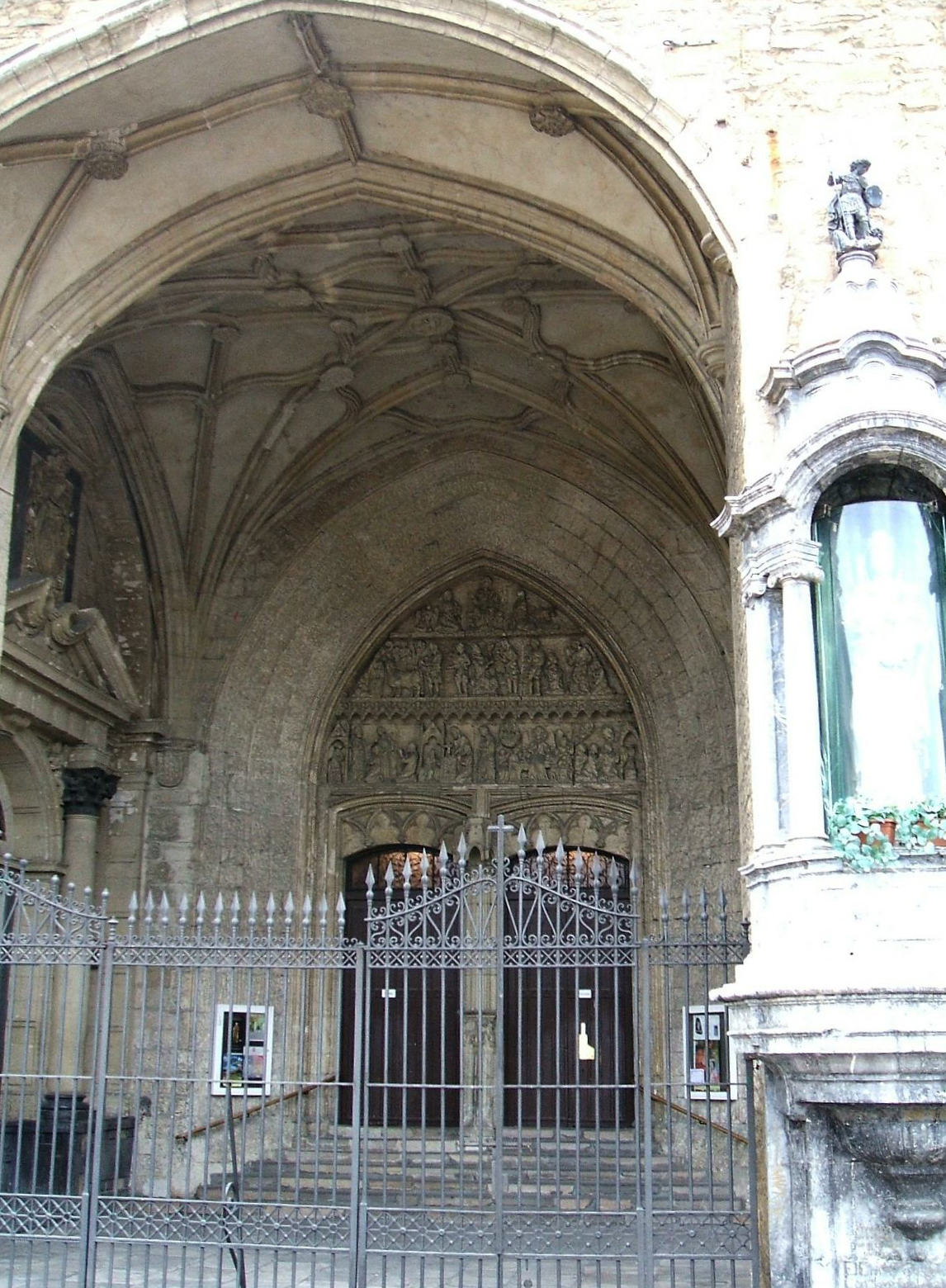
Pórtico de la iglesia.

La parte más remarcable del interior es sin duda el retablo mayor, magnífica obra del barroco primitivo de Gregorio Fernández, que lo realizó entre 1624 y 1632. Preside la mazonería sobredorada de tres cuerpos y cinco calles una imagen de La Purísima con el manto caído sobre sus hombros y las manos juntas en el centro, al estilo de las Inmaculadas castellanas de la primera mitad del XVII. En los cuerpos superiores se distribuyen escenas de San Miguel flanqueando la imagen del titular y el grupo escultórico del Calvario. Anteriormente a este retablo barroco existieron uno gótico y otro renacentista contratado por Lope de Larrea y Juan de Anchieta y que nunca llegó a terminarse. Dos relieves de este retablo inconcluso se conservan en la sacristía.
El pórtico actual es del siglo XVI y se superpone a la fábrica anterior. Cubierto por bóveda de crucería estrellada tardogótica, se accede al mismo por una amplia escalinata y a través de dos grandes arcos gemelos, ligeramente apuntados. El conjunto se abre a la plaza de la Virgen Blanca, patrona de la ciudad de Vitoria, cuya imagen se cobija en una recia hornacina de mármol entre los dos arcos de acceso. La hornacina es del XVIII y la talla es un bulto gótico de piedra policromada con la Virgen en majestad sosteniendo al niño.

## Galería de imágenes

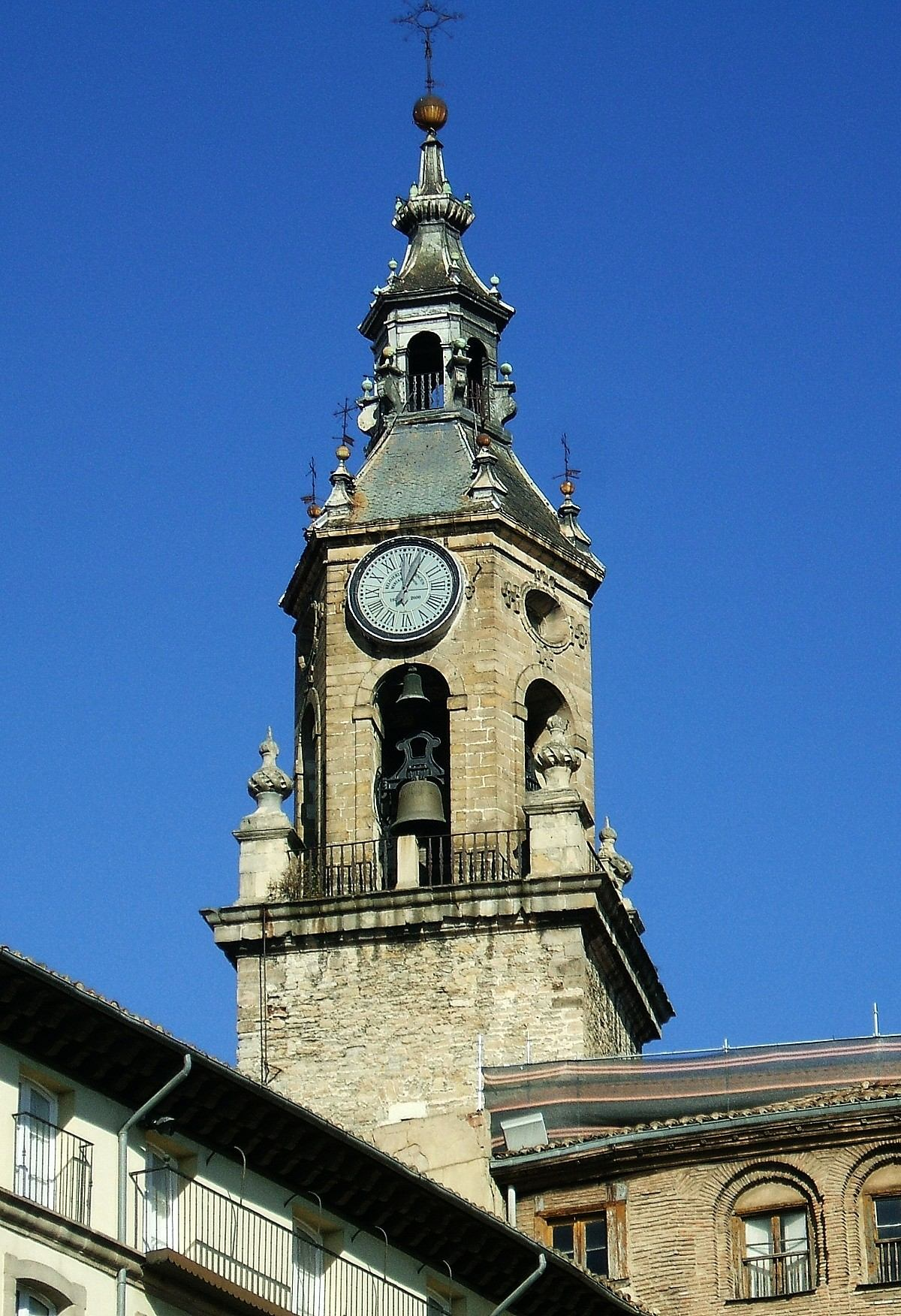
Torre desde la Pza. de la Virgen Blanca
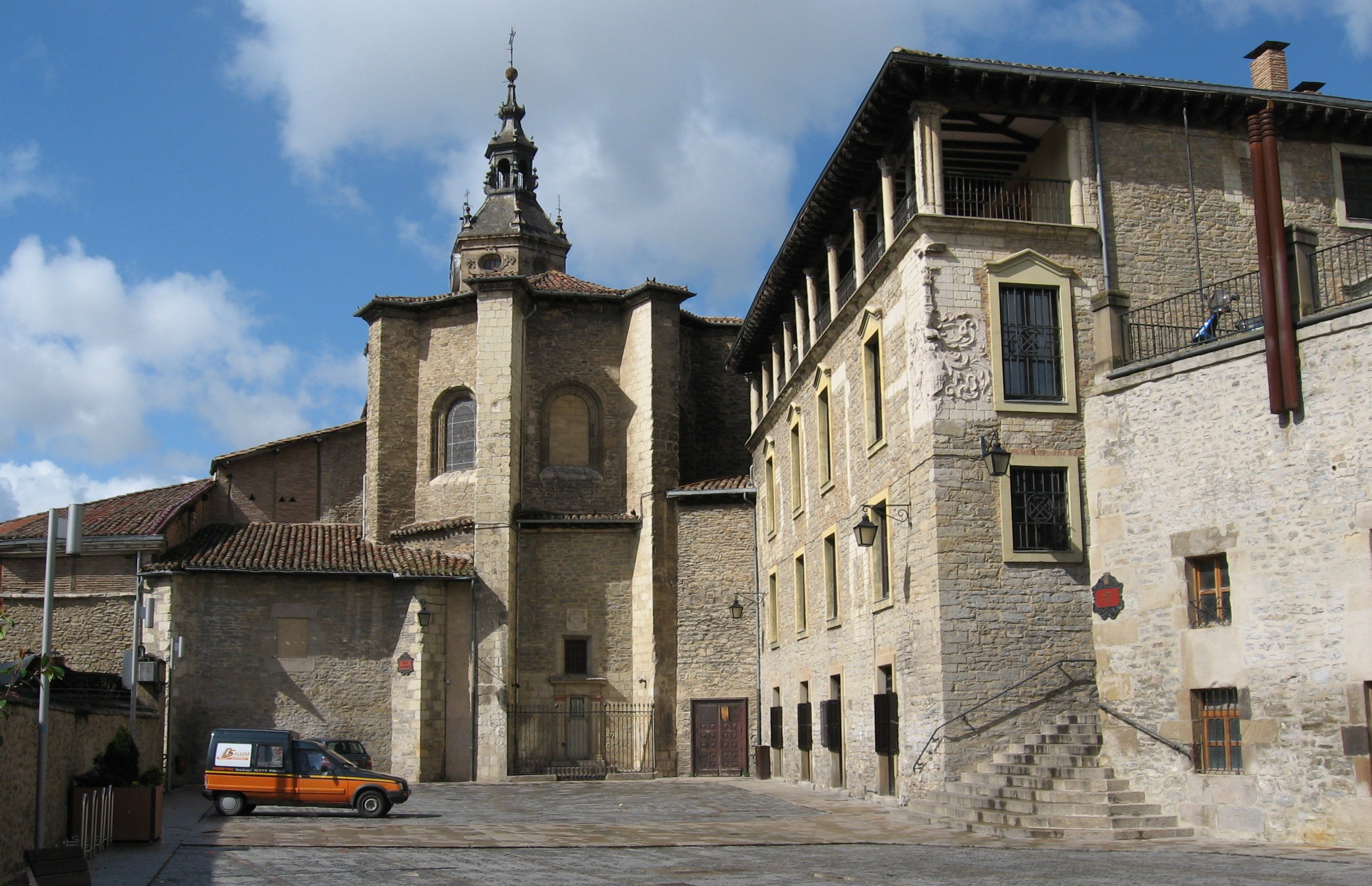
Ábside desde la Pza. del Machete
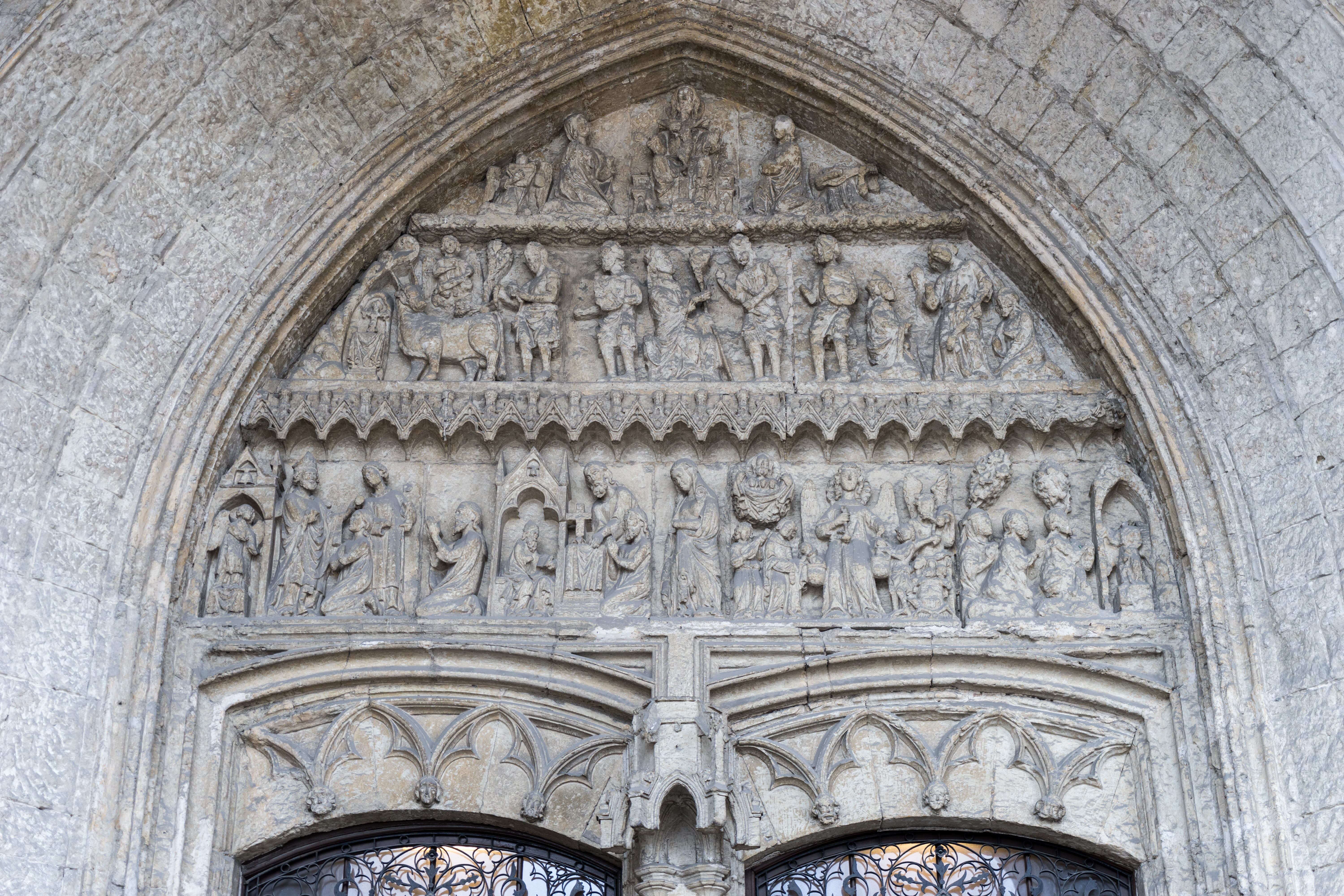
Tímpano de la portada
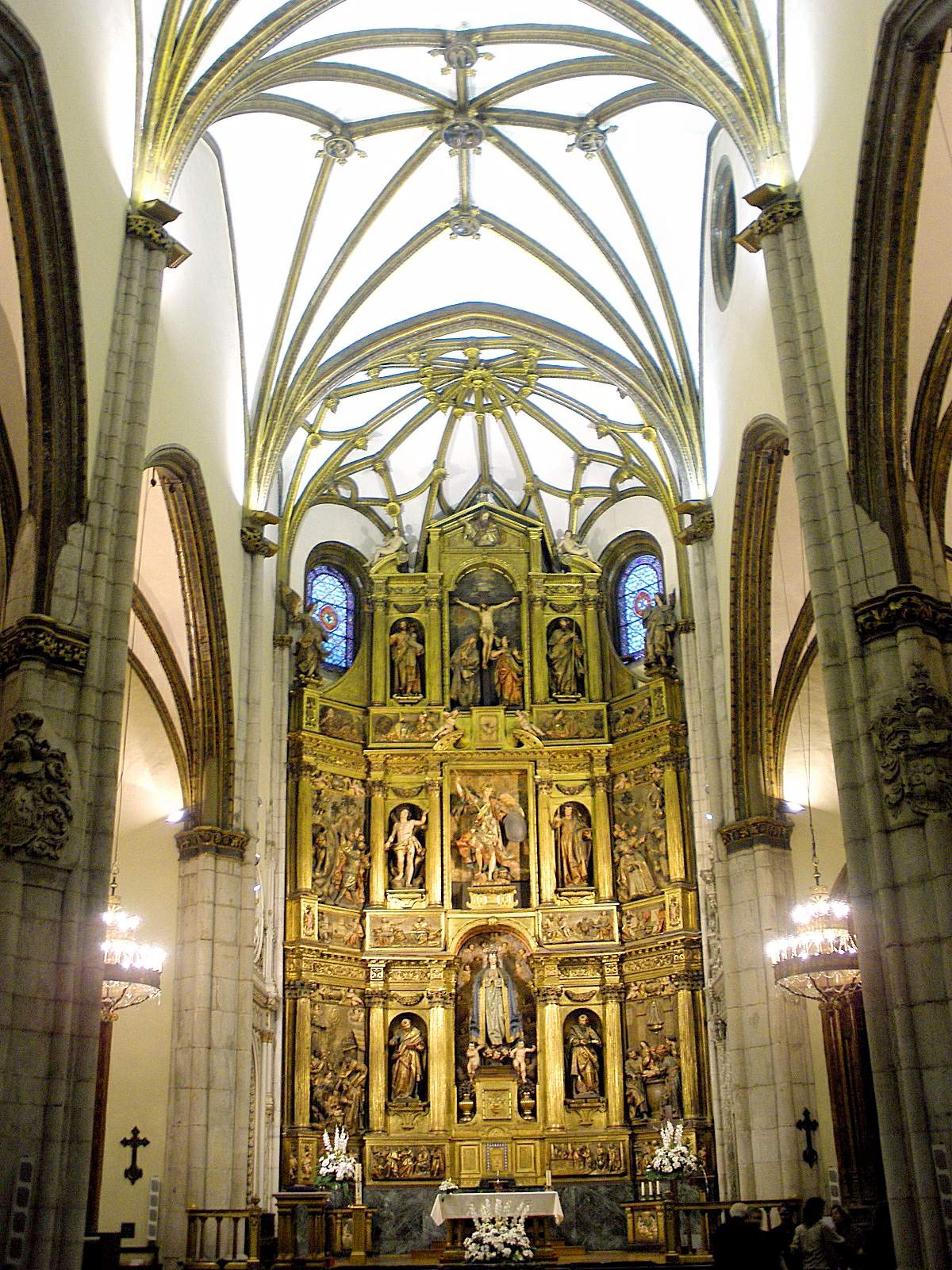
Cabecera
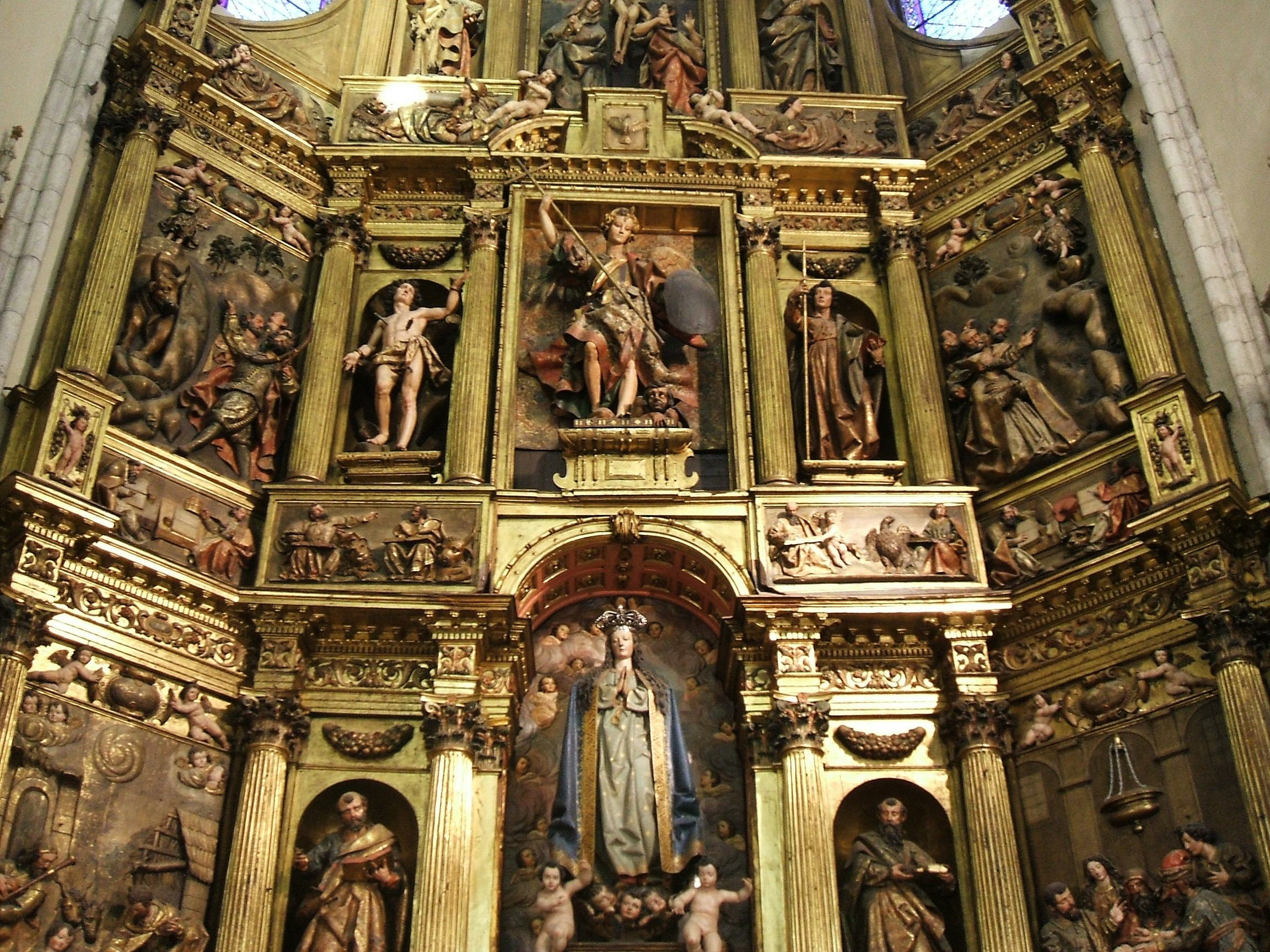
Retablo mayor de Gregorio Fernández
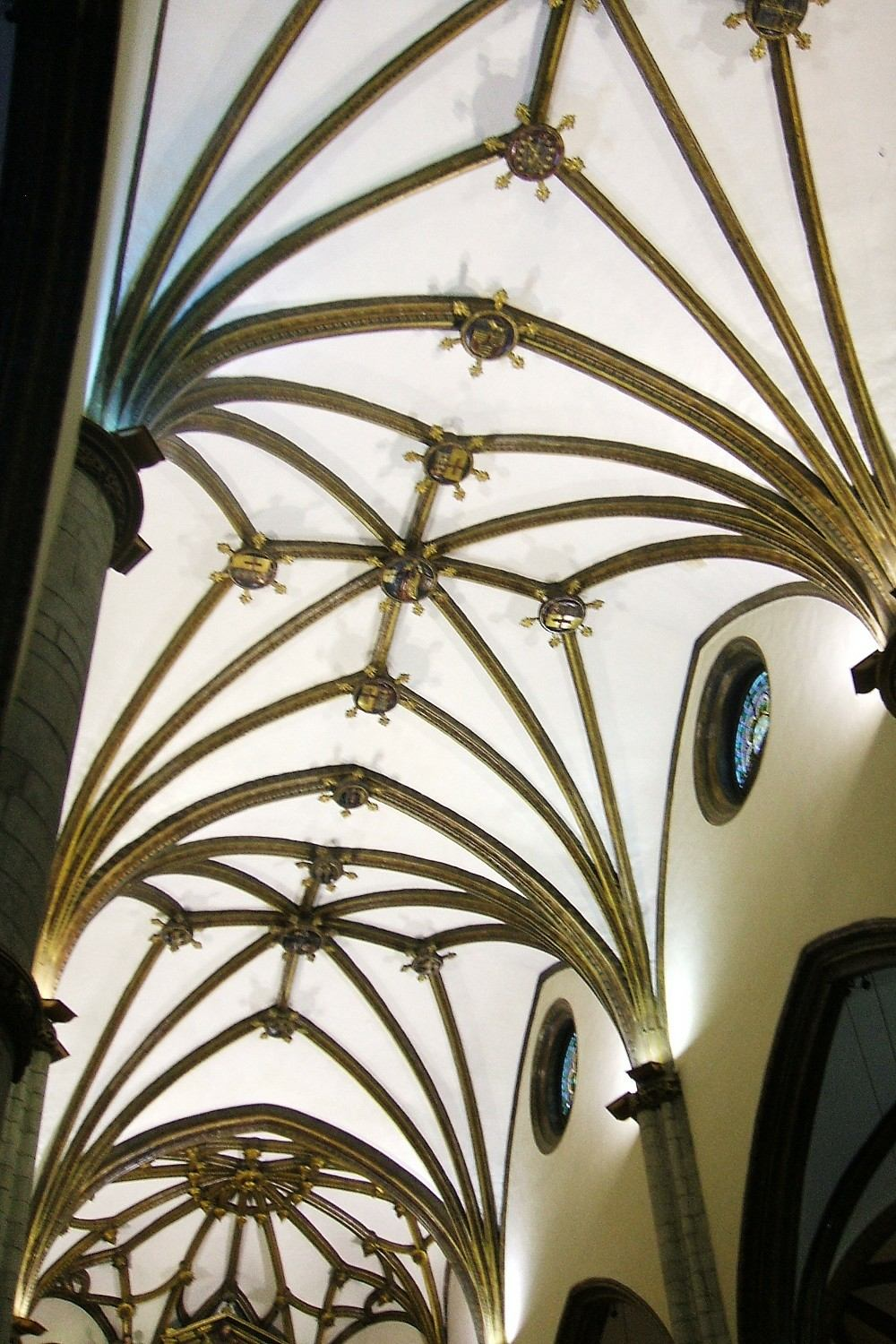
Bóvedas de la nave central